# 반디쿠트
반디쿠트(Bandicoot)는 반디쿠트목에 속하는 작거나 보통 크기의 잡식성의 육상성 유대류이다. 약 20여 종을 포함하고 있다. 몸무게가 1kg이 안되며 몸빛은 갈색이나 회색이고, 머리는 길고 좁으며, 이빨은 날카롭다. 뒷발의 둘째와 셋째 발가락이 서로 붙어 있다. 숲이나 수풀이 우거진 지역에서 서식하지만, 어떤 종은 사막에서 생활한다. 땅 속에 굴을 파거나, 나뭇가지와 잎으로 땅 위에 보금자리를 만든다. 곤충·거미·벌레 등을 먹으며 새끼는 완전히 자랄 때까지 어미의 배에 있는 육아주머니에서 산다. 오스트레일리아와 뉴기니에 서식한다.

## 하위 분류
- 반디쿠트상과 (Perameloidea)
  - 미분류 과
    - † Galadi
    - † Bulungu
    - † Madju

  - 긴귀반디쿠트과 (Thylacomyidae)
    - 긴귀반티쿠트속 (Macrotis)
    - † Ischnodon
    - † Liyamayi

  - † 돼지발반디쿠트과 (Chaeropodidae)
    - † 돼지발반디쿠트속 (Chaeropus)

  - 반디쿠트과 (Peramelidae)
    - 반디쿠트아과 (Peramelinae)
      - 짧은코반디쿠트속 (Isoodon)
      - 긴코반디쿠트속 (Perameles)

    - 뉴기니긴코반디쿠트아과 (Peroryctinae)
      - 반디쿠트속 (Peroryctes)

    - 뉴기니가시반디쿠트아과 (Echymiperinae)
      - 뉴기니가시반디쿠트속 (Echymipera)
      - 뉴기니쥐반디쿠트속 (Microperoryctes)
      - 스람반디쿠트속 (Rhynchomeles)
- † 야랄라반디쿠트상과 (Yaraloidea)
  - † 야랄라반디쿠트과 (Yaralidae)
    - † 야랄라반디쿠트속 (Yarala)